# Spruceella
Spruceella là một chi rêu trong họ Pottiaceae.